# هاوپتمان ۸۳۸۱
سیارک ۸۳۸۱ (به انگلیسی: 8381 Hauptmann، نامگذاری:1992SO24) هشت هزار و سیصد و هشتاد و یکمین سیارک کشف شده‌است که در ۲۱ سپتامبر ۱۹۹۲ کشف شد.
قدر مطلق سیارک برابر ۱۴٫۳۰ است.